# 白鸽岛
《白鸽岛》是一部中国科幻动画，讲述人类在遭遇外星人入侵之时的反抗斗争。该动画由上海美术电影制片厂制作，并于2002年首播。该片获得普遍较高的评价。

## 剧情
白鸽岛上的居民正在为建岛一百周年举行庆祝仪式，却因来自摩牙飞舰的彩虹夫人前来争夺一尊雅尼人的石像而备受挫折。因被怀疑与外星人有所勾结，主角天望与他爷爷野木子备受岛上居民指责。雅尼人随后降临在白鸽岛，虽然为的是侵略、借助人类的繁殖能力进行繁衍，但却打着救世主的名义，想要找出自己藏在白鸽岛的“雅尼人叛徒”，以此来挑拨人与人之间的关系。为了挽救人类，依照爷爷野木子的引导，天望踏上了前往阴阳之界的路，途径生死磨难，收集能够战胜雅尼人的宝石。天望不在岛上的这段时间，由于担心自己的未来，岛上居民将自己找出的叛徒——包括向往和平的野木子——推向了雅尼人的审判台。审判日当天，天望赶回了白鸽岛，却与野木子诀别。他与自己的朋友们终于冰释前嫌、互相理解，用自己研制的武器与朋友、白鸽岛居民合作，齐心协力击败了雅尼人，但天望与他的朋友们却牺牲在雅尼人飞船的自爆中。

## 制作与发行
《白鸽岛》是由上海美术电影制片厂所制作的52集科幻动画连续剧，并于2002年8月13日上海电视台电视剧频道首度播送。
《白鸽岛》导演王加世在前期为了编纂剧本、设计造型、道具、背景花了五年的时间，因希望能够颠覆中国电视动画的低幼受众，而将目标观众策划在了青少年以上的较高年龄层次。虽然王加世本人不喜欢科幻题材，但他却反其道而行之拍摄了《白鸽岛》，以期能够产生意外的效果。他在制作期间也借鉴了宫崎骏的电影，以期待能够拓宽中国动画的选材范围——当时王加世认为，中国在制作上还比较幼稚，不像日本片那么写实，《白鸽岛》应该会给大家比较另类，有点黑色幽默的感觉，并希望观众“能看出幕后者的苦心，看出点不同的东西”。负责音乐的彭程和郑方希望创新求变，“不希望给人以似曾相识或者类似于好莱坞某部大片音乐的感觉”，因此为《白鸽岛》创作出了五首风格各异的曲子。
白鸽岛的片头曲是罗中旭和郭森演唱的《随风的方向》，片尾曲是孟楠和傅彬演唱的《被爱熔化》。此外，动画也有派生的小说、连环画、漫画单行本等。
然而，因早恋情节、种族歧视、末世学说等影射，该剧在2007年前后曾经被禁播，2011年前后又解禁。

## 评价
《白鸽岛》普遍收获正面评价。东方网评价其为“国产卡通中罕有的佳作”，称赞其情节扣人心弦、主题积极向上、画面大气精良。新浪看点称该动画“是新一代国产动画片中最优秀的作品”、“中国唯一一部真正意义上，具有写实风格中国原创英雄动画片作品雏形”。《新闻晚报》则评价，《白鸽岛》以人类之间的内斗转为人类与外星人之间的战争为故事背景，能够从理性、客观的角度来审视人类的劣根性和人类生存中的种种矛盾，目的是探索如何从毁灭中获得新生、从绝望中去看到希望。此外，《新闻晚报》还称赞《白鸽岛》“场面壮阔”，“人物造型新奇另类”，配乐史诗般大气而又不矢儿女情长，全剧充满了“阳刚之美”与英雄主义气氛。
然而，负责将《白鸽岛》改编为小说的作家代明则抨击其制作水准。代明说，虽然动画的插曲、片头不错，剧情也跌宕起伏，但动画中人物造型粗糙、动作僵硬，“与我心目中那种完美浪漫的形象相去甚远”，认为动画的人物设计是完全的失败，并称这是这部动画没能火起来的真正原因。